# Анджони, Джулио
Джу́лио Анджо́ни (итал. Giulio Angioni; 28 октября 1939, Гуазила — 12 января 2017, Кальяри) — итальянский писатель и антрополог.

## Биография и сочинения
Профессор культурной антропологии в Университете Кальяри. Результатом его многолетнего изучения крестьянской жизни стали очерки: «Производственные отношения и подчиненные культуры» (Rapporti di produzione e cultura subalterna, 1974); «Sa laurera. Крестьянский труд на Сардинии» (Sa laurera: il lavoro contadino in Sardegna, 1976); «Перегонные пастбища: антропологическая фигура сардинского пастуха» (I pascoli erranti: antropologia del pastore in Sardegna, 1989); «Умение рук: эссе по антропологии ручной работы» (Il sapere della mano: saggi di antropologia del lavoro, 1986). Он является автором теоретических и методологических эссе, прежде всего таких как «Сделать, сказать, услышать. Сходство и различие культур» (Fare, dire, sentire: l’identico e il diverso nelle culture, 2011).
Помимо написания научных эссе Анджони посвятил себя публицистической и художественной литературе. Как автор рассказов дебютировал в 1978 году со сборником A fogu aintru («Внутреннее пламя»). Затем последовал целый ряд романов, в которых действие часто происходит в таинственной фантастической вселенной Фраус, где появились на свет многие герои его книг. Среди романов Джулио Анджони наиболее известными являются «Пламя Толедо» (Le fiamme di Toledo), «Ассандира» Assandira), «Двойное небо» (Doppio cielo) и «Золото Фрауса» (L’oro di Fraus).